# DisoBAYish
DisoBAYish — пятый студийный альбом американского рэпера Messy Marv, выпущенный 9 марта 2004 года. В гостевом участии в альбоме присутствуют Yukmouth, E-40, Too $hort и Nate Dogg. Альбом занял 76-ю позицию в чарте Billboard Top R&B/Hip-Hop Albums и 49-ю позицию в Billboard Top Independent Albums.

## Список композиций
1. «Baby Bintro»
2. «You Already Know» (при участии Yukmouth)
3. «Hypnotic» (при участии Missippi)
4. «That’s What’s Up!»
5. «Dick Head» (skit)
6. «Stop Callin'» (при участии E-40)
7. «Blades» (при участии  D'wayne Wiggins и Billy Cook)
8. «Baby» (при участии Missippi)
9. «Like What! (Bad Boppas in the Club)»
10. «Can’t Nobody» (при участии Too Short и Mr. Lucci)
11. «Chicken Head Hoes» (skit)
12. «Oh No, Pt. 2» (при участии Nate Dogg)
13. «Until 4:00» (при участии Rich the Factor и Rushin Roolet)
14. «Well…» (при участии Ive Low)
15. «In Front of the Buildings»
16. «The Flame» (при участии Siegal)

## Продюсеры
- Kream Team — треки 2, 4, 8, 9
- Rick Rock — треки 3, 14-16
- Aa Gee — трек 6
- D'wayne Wiggins — трек 7
- Pharmaceuticals — трек 10
- DJ Daryl — трек 12
- Rich the Factor — трек 13